# الكتاب في دورات الكواكب السماوية
حول دوران الكواكب السماوية (باللاتينية: De revolutionibus orbium coelestium) هو كتاب كتبه الفلكي نيكولاس كوبرنيكوس (1473-1543) عن نظرية مركزية الشمس. نيكولاس كوبرنيكوس هو عالم فلك بولندي رائدا من رواد النهضة البولندية، أعدم بُعيد نشره لهذا الكتاب.
نُشر هذا الكتاب سنة 1543 بمدينة نورنبرغ في الإمبراطورية الرومانية المقدسة. وقد قدم نموذجا بديلا عن نموذج مركزية الأرض لدى بطليموس الذي كان النموذج السائد والمقبول بصورة واسعة منذ زمان قديم.

## تاريخ

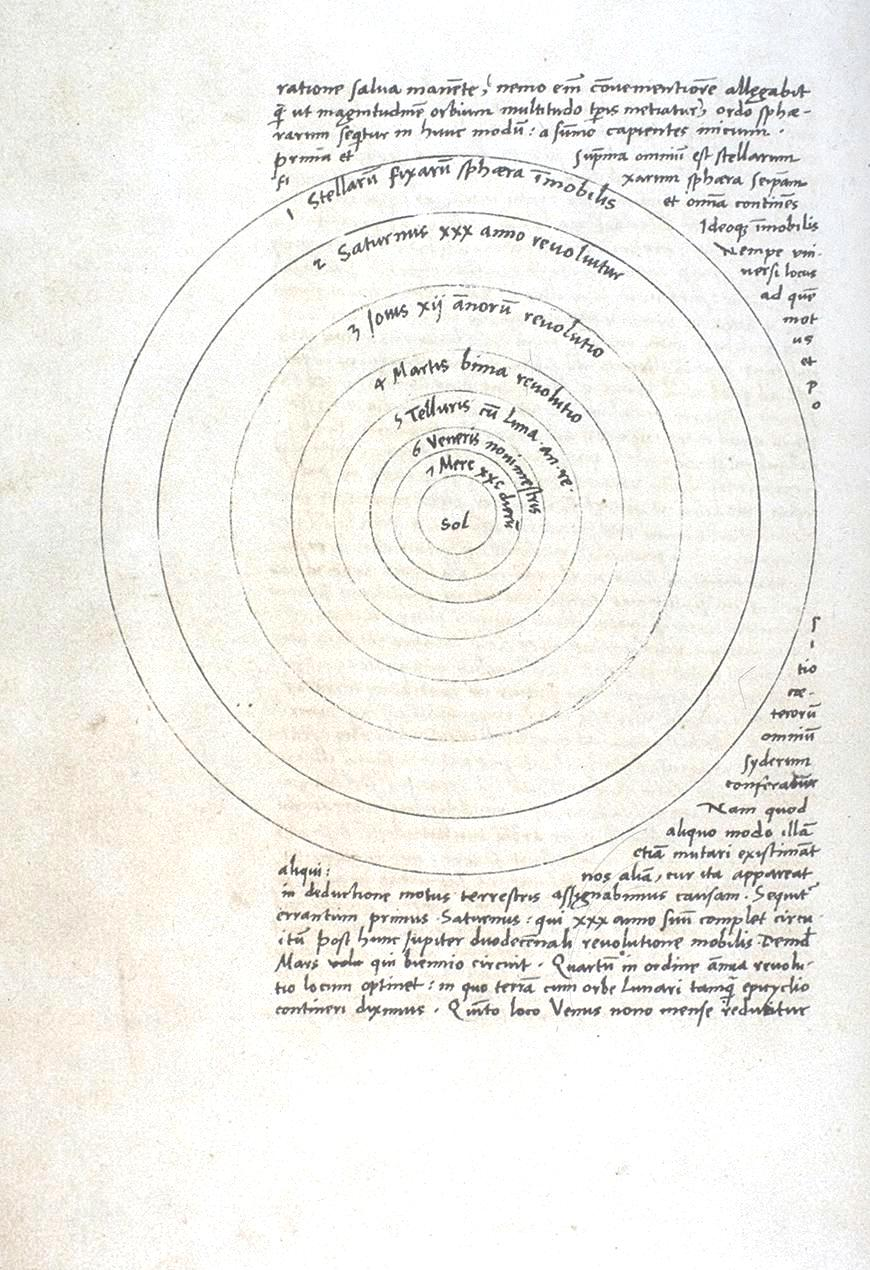
نموذج المجموعة الشمسية طبقا لنظرية مركزية الشمس في مخطوطة كوبرنيكوس

يعتقد المؤرخون أن كوبرنيك ابتدأ العمل في كتابه هذا بعد عام 1510، وبالتحديد حوال 1514. استعمل كوبرنيك في صياغة نموذجه حول مركزية الشمس على عمل قام به مؤيد الدين العرضي في القرن الثالث عشر، أول فلكيي مدينة مراغة من طور نموذجا غير نموذج بطليموس حول حركة الكواكب.

## المحتوى
يحتوي الكتاب على ستة أجزاء، سائرا على خطى بطليموس في كتابه المجسطي :
- الجزء الأول : هو نظرة عامة إلى نظرية مركزية الشمس.
- الجزء الثاني : .
- الجزء الثالث ،
- الجزء الرابع : وصف لدوران القمر.
- الجزء الخامس : يشرح كيفية حساب مواقع النجوم بناءا على نموذج مركزية الشمس ويعطي لوائح تتعلق بالكواب الخمسة المعروفة آنذاك.
- الجزء السادس :

## طبعات
- 1543, نورنبرغ, من قبل Johannes Petreius
- 1566, بازل , من قبل Henricus Petrus
- 1617, أمستردام , من قبل Nicolaus Mulerius
- 1854, وارسو , بترجمة بولندية والتقديم الأصلي من قبل كوبرنيكوس.
- 1873, تورون , ترجمة ألمانية برعاية مجتمع كوبرنيكوس المحلي مع كل تصحيحات كوبرنيكوس النصية في قسم الحواشي